# Храм Рођења Пресвете Богородице у Штрпцима
Храм Рођења Пресвете Богородице је храм Српске православне цркве, Митрополије дабробосанске. Налази се у мјесту Штрпци, општина Рудо, Република Српска, Босна и Херцеговина. У Штрпцима се налази и Стара црква брвнара. Нова црква у Штрпцима је саграђена 1908. године и посвећена је Рођењу Пресвете Богородице. У непосредној близини цркве се налази спомен-костурница посвећена палим борцима Првог свјетског рата.
Храм је смјештен у близини регионалног пута Увац - Добрун и лако је уочљив. 

## Историја
До 1906. године парохијани парохије штрбачке за своју матичну цркву користили су храм „ Светог Пророка Илије „ у Анџићима. Парохија штрбачка у то је вријеме обухватала села: Штрпца, Бијело Брдо, Увац, Будимлију, Миоче, Мокроноге. Током 1906. године указала се потреба за новим и већим храмом. Да би се сазидао један такав јавни објекат, морало је да се тражи одобрење од тада владајуће Аустроугарске монархије. Игром случаја, те године је кроз Штрпца наишао лични изасланик Фрања Фердинанда коме је уручен захтјев за изградњу цркве. Одмах је послан одговор да се храм може градити. Сматра се да је Аустроугарска монархија велику помоћ и прилог дала за изградњу цркве, како би сусједној Србији показала да Срби и у њеној владавини добро живе. Покретач иницијативе и свих радова на изградњи цркве био је свештеник Коста Поповић, тада парох парохије штрбачке. 1906. године почела је изградња цркве, да би исте те године били освећени темељи које је осветио Митрополит Николај (Мандић). Црква је завршена 1908. године.

## Галерија
- Храм Рођења Пресвете Богородице у Штрпцима
- Споменик свештенику Кости Поповићу
- Унутрашњост храма
- Храм Рођења Пресвете Богородице у Штрпцима
- Чесма у порти храма
- Храм Рођења Пресвете Богородице у Штрпцима
- Храм у Штрпцима, Рудо
- Храм у Штрпцима, општина Рудо
- Храм у Штрпцима Рођења Пресвете Богородице